# ロベルト・ヌルセ
ロベルト・アントニオ・ヌルセ・アンギアノ（Roberto Antonio Nurse Anguiano 、1983年12月16日 - ）は、メキシコ・モレロス州クエルナバカ出身の元プロサッカー選手。元パナマ代表。現役時代のポジションは、フォワード。

## 経歴
19歳でプロデビューを飾り、メキシコ国内のクラブを渡り歩きキャリアを積んだ。
2008年7月、MLSのクラブ・デポルティボ・チーヴァス・USAに加入。しかし出場機会はあまりなく、同年限りでクラブを退団。メキシコに帰国した。

## 代表歴
父親がパナマ人のためパナマ代表としてプレーすることを選んだ。

### ゴール
| #  | 開催日         | 会場              | 対戦国         | スコア | 結果      | 試合概要                        |
| -- | -------------- | ----------------- | -------------- | ------ | --------- | ------------------------------- |
| 1. | 2014年9月7日   | コットン・ボウル  | コスタリカ     | 2–0    | 2–2       | 2014 コパ・セントロアメリカーナ |
| 2. | 2014年11月14日 | Estadio Cuscatlán | エルサルバドル | 3–1    | 3–1       | 親善試合                        |
| 3. | 2015年7月25日  | PPLパーク         | アメリカ合衆国 | 1–0    | 1(3)–1(2) | 2015 CONCACAFゴールドカップ     |

## タイトル

### 個人
- リーガ・デ・アセンソ得点王: クラウスーラ 2015